# اروین فوس
 اروین فوس (آلمانی: Erwin Fues؛ زاده ۱۸۹۳ درگذشته ۱۹۷۰) یک فیزیک‌دان اهل آلمان بود.